# 牛埔子
牛埔子，原寫為牛埔仔，今稱芳草，是台灣雲林縣虎尾鎮的一個傳統地域名稱，位於該鎮最西部。相較於今日行政區，其範圍大致包括墾地里西南部凸出部分、芳草里、西屯里西北部及西南部。

## 歷史
台灣清治末期至日治初期，牛埔子地區為一街庄，稱為「牛埔仔庄」，隸屬於大坵田堡。該庄北與新庄仔庄為鄰，東與大墩仔庄為鄰，南邊東側為石廟仔庄，南邊西側及西邊南側大荖庄，西邊北側為馬公厝庄。
1901年（日治明治三十四年）11月，全台廢縣廳改設二十廳，該庄隸屬於斗六廳。1903年（明治三十六年）6月，該庄編入「大墩仔區」，隸屬於斗六廳。1909年（明治四十二年）10月，合併二十廳為十二廳，大墩仔區改隸屬於嘉義廳。1920年（大正九年），全台地方制度大改正，廢十二廳改設五州二廳，該庄改制並雅化為「牛埔子」大字，隸屬於臺南州虎尾郡虎尾庄。1933年，虎尾庄升格為虎尾街。
戰後虎尾街改制為虎尾鎮，隸屬於臺南縣，大字亦改制為里。1950年10月，雲、嘉、南分治，虎尾鎮改隸屬雲林縣。

## 聚落
本地區發展較早的聚落有牛埔仔、埔尾、崁頂等，在日治期初期的官方地圖上已有記載。

## 交通
省道台78線即「東西向快速公路－台西古坑線」，是雲林縣境內的東西向快速公路，大致以西向東轉西微北—東微南走向經過本地區西南端。境內未設交流道，最近的是位於東南方鄉道雲97線交會處的土庫交流道。由此向西可前往元長北部、東勢、台西等地；向東可前往虎尾、斗南、古坑、高厝林子頭的東側端點（古坑端）並止於國道3號古坑系統交流道；亦可於雲林系統交流道轉接國道1號前往台灣西部南北各地。
縣道158號是臺西海口至斗南北勢仔的道路，大致以西南西—東北東走向轉西向東經過本地區中部偏南地帶。由該道路向西南西可前往土庫中部、褒忠、東勢、台西等地；向東可前往大屯子、北溪厝南部、竹圍子北部、竹圍子與廉使交界地帶、廉使與虎尾交界地帶、廉使南部、埒內西南部、平和厝、蕃薯東端、小東、國道1號斗南交流道並止於省道台1線路口。
縣道158甲線（馬光路）是台西鄉崙子頂至竹山鎮桶頭的道路，大致以西北—東南走向經過本地區西南角外緣。由該道路向西北經省道台78線（東西向快速公路－台西古坑線）高架橋下可前往土庫中北部、褒忠、東勢北部、台西等地；向東南可前往土庫市區、斗南、古坑、竹山鎮桶頭地區並止於其中部偏北的縣道149號路口。
鄉道雲97線是新莊仔至蕃仔堀的道路，大致先以北向南由本地區東部邊界中央凸出部分的北側入境後，轉西再轉南蜿蜒而行，過馬公厝支線圳道西屯橋後轉東南，至本地區東部邊界地帶轉南微東沿邊界地帶而行，經縣道158號路口後續行以至出境；其後穿越大屯子聚落後到達本地區東部邊界南段凸出部分的北側，轉東沿邊界而行，再沿邊界線轉南行一小段路後轉東出境。由該道路北段北側向北可前往大屯子地區西北部、新庄子並止於鄉道雲101線路口；由南段南側向東轉南微西可前大屯子地區西南部、石廟子並止於該地區南部蕃仔堀聚落的縣道158甲線路口。
鄉道雲97-1線是芳草（牛埔子）至埔尾的道路，其西北側端點（起點）位於本地區南部牛埔子聚落西側的縣道158號舊線路口。由此向南微西出聚落後轉西南再轉南，至崁頂聚落東郊路口轉東再轉東北微東，經埔尾聚落北側後轉東微南以至出境，可前往石廟子地區北端並止於鄉道雲97線路口。
鄉道雲101線是復興（福興）至秀潭（無底潭）的道路，大致以北北東—南南西走向經過本地區西北端。由該道路向北北東可前往新庄子、羅厝並止於該地區北部福興聚落的鄉道雲20線路口；向南南西可前往馬公厝、崙內、埤腳、糞箕湖地區西部的無底潭聚落並止於縣道145號路口。